# 吉田文 (教育学者)
吉田 文（よしだ あや、1957年 - ）は、日本の教育学者。専門は教育社会学、高等教育論。早稲田大学教授。日本教育社会学会会長。

## 経歴
神奈川県出身。東京大学文学部卒業、東京大学大学院教育学研究科単位取得退学。
1989年放送教育開発センター助教授。1995年より1997年までカリフォルニア大学バークレイ校高等教育研究センター客員研究員。その後、組織変更による配置換えで、1997年メディア教育開発センター助教授、2001年同教授。2008年より現在に至るまで早稲田大学教育・総合科学学術院教授。2017年に日本教育社会学会会長。

## 著書

### 単著
- 『アメリカ高等教育におけるeラ－ニングー日本への教訓―』2003年、東京電機大学出版局
- 『大学と教養教育—戦後日本における模索—』2013年、岩波書店

### 共著
- 『人間情報科学とeラーニング』（野嶋栄一郎・鈴木克明との共著）2006年、放送大学教育振興会

### 編著
- 『職業と選抜の歴史社会学―国鉄と社会諸階層―』（広田照幸との共編著）2004年、世織書房
- 『模索されるｅラーニング』（田口真奈との共編著）2005年、東信堂
- 『大学ｅラーニングの経営戦略』（田口真奈・中原淳との共編著）2005年、東京電機大学出版局
- 『航行をはじめた専門職大学院』（橋本鉱市との共編著）2010年、東信堂
- 『「再」取得学歴を問う』2014年、東信堂

### 翻訳
- ヒュー・ローダー、フィリップ・ブラウン、ジョアンヌ・ディラボー、A.H.ハルゼー編『グローバル化・社会変動と教育1―市場と労働の教育社会学』（広田照幸・本田由紀との共編訳）2012年、東京大学出版会